# ستیکوی (کالیفرنیا)
ستیکوی (به انگلیسی: Saticoy) یک منطقهٔ مسکونی در ایالات متحده آمریکا است که در شهرستان ونتورا، کالیفرنیا واقع شده‌است. ستیکوی ۰٫۹۶۵ کیلومتر مربع مساحت و ۱٬۰۲۹ نفر جمعیت دارد و ۴۷ متر بالاتر از سطح دریا واقع شده‌است.